# 帶紋拉潘隆頭魚
帶紋拉潘隆頭魚，為輻鰭魚綱鱸形目隆頭魚亞目隆頭魚科的其中一種，分布於東大西洋區的馬德拉群島及地中海海域，棲息深度35-200公尺，體長可達15公分，棲息在礁石區，屬肉食性，以腹足類、甲殼類、多毛類等為食，生活習性不明。

## 擴展閱讀
維基物種上的相關：帶紋拉潘隆頭魚